# Хитрово, Авраам Иванович
Авраам (Абрам) Иванович Хитрово (ум. 22 октября 1698) — русский военный и государственный деятель, комнатный стольник (1669), думный дворянин (1682), воевода в Переяславе, Курске и Нежине.

## Биография
Сын окольничего И. С. Хитрово.
В 1669 году пожалован «в комнату». В 1672 году получил от царя Алексея Михайловича поместный оклад 700 четвертей и 40 рублей деньгами. Состоял при царевича Фёдоре Алексеевиче, часто сопровождал его в походах в окрестностях Москвы. Так, в ноябре 1674 года, участвовал в поездке царевича в село Преображенское, где во время обеда, данного царевичем, «стоял у пирогов».
12 января 1682 года комнатный стольник одписал соборное постановление об отмене местничества. 26 июня того же 1682 года на другой день после венчания на царство братьев Ивана и Петра Алексеевичей, пожалован в думные дворяне.
В 1684 году назначен полковым и осадным воеводой в Переяславе, откуда в конце 1685 года написал дружественное письмо генералу Патрику Гордону. В 1689 году курский воевода А. И. Хитрово, будучи товарищем (заместителем) боярина Бориса Петровича Шереметева, участвовал во втором походе князя В. В. Голицына на Крымское ханство. За участие в походе получил от правительницы Софьи Алексеевны в награду «кубок золоченый с кровлями, кафтан золотный на соболях, денежной придачи к жалованью 80 рублей и 3 тысячи ефимков на покупку вотчины». В том же 1689 году переведен на воеводство из Курска в Нежин.
В октябре 1698 года скончался и похоронен в Лютиковом Троицким монастыре под Калугой.